# バルバラ・スコヴァ
バルバラ・スコヴァ（Barbara Sukowa, 1950年2月2日 - ）は、ドイツ・ブレーメン出身の女優。

## 来歴
ベルリンで演技を学んだ後、1971年に舞台デビュー。ローザ・ルクセンブルクやハンナ・アーレントなど、歴史上の人物を演じることが多い。

## 主な出演作品

### 映画
- 鉛の時代 Die Bleierne Zeit (1981年)
- ローザ・ルクセンブルク Die Geduld der Rosa Luxemburg (1985年)
- シシリアン The Sicilian (1987年)
- ヨーロッパ Europa (1991年)
- エム・バタフライ M. Butterfly (1993年)
- JM Johnny Mnemonic (1995年)
- オフィスキラー Office Killer (1997年)
- クレイドル・ウィル・ロック Cradle Will Rock (1999年)
- ヒランクル Hierankl (2003年)
- ハンナ・アーレント Hannah Arendt (2012年)
- 生きうつしのプリマ Die abhandene Welt (2015年)
- アトミック・ブロンド Atomic Blonde (2017年)
- グロリア 永遠の青春 Gloria Bell (2018年)
- ネイティブ・サン ～アメリカの息子～ Native Son (2019年)
- ふたつの部屋、ふたりの暮らし Deux (2019年)
- ホワイト・ノイズ White Noise (2022年)
- AIR/エア Air (2023年)

### テレビシリーズ
- ベルリン・アレクサンダー広場 Berlin Alexanderplatz (1980年)
- 12モンキーズ 12 Monkeys (2015年 - 2018年)
- コンステレーション Constellation (2024年)